# Friedrich Wöhler
Friedrich Wöhler (Eschersheim, ma Frankfurt am Main része, 1800. július 31. – Göttingen, 1882. szeptember 23.) német kémikus.

## Életpályája
Wöhler az állatorvos és pedagógus August Anton Wöhler fiaként született a ma Frankfurthoz tartozó Eschersheimben. 1820-tól orvosnak tanult a marburgi egyetemen, majd 1821-ben Heidelbergben már kémiát hallgatott. Ugyanitt, 1823-ban elvégezte az orvosi egyetemet. Érdeklődése azonban oly mértékben a kémia felé fordult, hogy egy évvel később már analitikai kémiát hallgatott Stockholmban. Több évig dolgozott Berzelius laboratóriumában Svédországban. 1825-től 31-ig Berlinben tanárként dolgozott, 1828-ban már professzori beosztásban. 1831-től a kasseli politechnikum professzora. 1835-től kezdve haláláig a göttingeni egyetem professzora volt. A Magyar Tudományos Akadémia 1881-ben választotta kültagjává.

## Emlékezete
Göttingenben a Wöhlerplatzon áll életnagyságú szobra. Halálának 100. évfordulójának alkalmából a német posta emlékbélyeget adott ki.

## Eredményei a szerves kémiában
1824-1828-ig tartó kutatásaival igazolta állítását, mely szerint szervetlen anyagból elő lehet állítani szerves anyagot. Szervetlen diciánból hidrolízissel a sóskában is megtalálható oxálsavat nyerte. 1828-ban Wöhlernek sikerült szervetlen ammónium-cianátból a vizelet egyik fontos vegyületét előállítania, a karbamidot. Így sikerült megdöntenie a 18. századbeli tudósok „vis vitalis”, azaz életerő-elméletét.